# 전기공학
전기공학(電氣工學, electrical engineering)은 일반적으로 전기, 전자, 전자기의 연구 및 응용을 다루는 공학 분야이다. 전력, 통신, 제어, 정보 처리 등과도 관련되며, 넓은 의미로 전자 공학과 무선 공학도 포함된다.
현재 이 분야는 전신의 상용화와 전기 공급이 이루어진 뒤 19세기 말에 처음 증명되었다.
전기공학은 이제 컴퓨터 공학, 시스템 공학, 전력 공학, 전기 통신, 무선 주파수 공학, 신호 처리, 계측, 광전지, 전자, 광학 및 포토닉스를 포함한 다양한 분야로 나뉜다. 이러한 분야 중 다수는 하드웨어 공학, 전력 전자, 전자기 및 파동, 마이크로파 공학, 나노기술, 전기화학, 재생 에너지, 메카트로닉스/제어 및 전기 재료 과학을 포함한 수많은 전문 분야에 걸쳐 다른 공학 분야와 겹친다.
전기 엔지니어는 일반적으로 전기 공학 또는 전자 공학 학위를 보유하고 있다. 실무 엔지니어는 전문 자격증을 소지하고 전문 기관 또는 국제 표준 기구의 회원일 수 있다. 여기에는 IEC(International Electrotechnical Commission), IEEE(Institute of Electrical and Electronics Engineers) 및 IET(Institution of Engineering and Technology)(구 IEE)가 포함된다.
전기 엔지니어는 매우 광범위한 산업 분야에서 일하며 필요한 기술도 마찬가지로 다양하다. 이들은 회로 이론에서 프로젝트 관리자의 관리 기술에 이르기까지 다양하다. 개별 엔지니어에게 필요할 수 있는 도구와 장비는 간단한 전압계에서 정교한 설계 및 제조 소프트웨어에 이르기까지 유사하게 가변적이다.

## 역사
전기는 적어도 17세기 초 과학계의 관심 대상이었다. 윌리엄 길버트는 저명한 초기 전기 과학자이며 자기와 정전기 간의 차이를 명확히 구별한 최초의 인물이다. 그는 "전기"라는 용어를 만들었다. 그는 또한 정전기로 대전된 물체의 존재를 감지하는 장치인 검전기(versorium)를 설계했다. 1762년 스웨덴의 요한 윌케(Johan Wilcke) 교수는 나중에 정전기를 발생시키는 기전반(electrophorus)이라는 장치를 발명했다. 1800년 알레산드로 볼타는 전기 배터리의 전신인 볼타 전지를 개발했다.

## 같이 보기
- 관련 국제 기구
  - 국제 전기 표준 회의 (IEC)
  - 전기 전자 기술자 협회 (IEEE)
- 전자공학
- 전자 설계 자동화 (EDA)

## 참고 자료
- Martinsen, Orjan G.; Grimnes, Sverre (2011년 8월 29일). 《Bioimpedance and Bioelectricity Basics》. Academic Press. ISBN 978-0-08-056880-5.